# Après la rafle

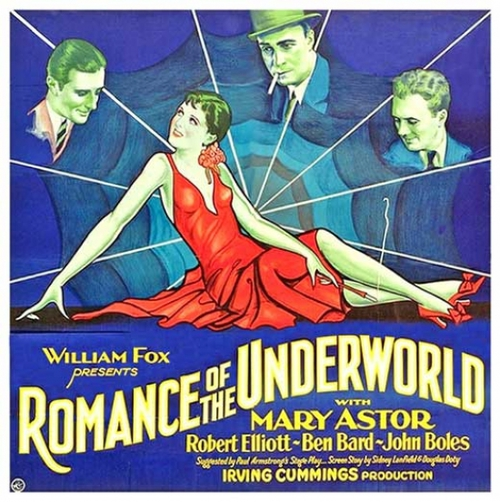
Affiche du film.

 Après la rafle (Romance of the Underworld) est un film américain réalisé par Irving Cummings, sorti en 1928.
Une version sonorisée et avec des dialogues est sortie en 1928, mais seule la version muette a été conservée.

## Synopsis
Judith Andrews, autrefois charmante jeune fille de la campagne, traverse une période difficile en ville, et se retrouve réduite à faire du racolage dans un dancing. Elle rencontre Stephen Ransome, un jeune homme de bonne famille et de caractère exemplaire, ignorant tout de son passé. Elle l'épouse, exigeant seulement qu'il ne lui pose aucune question sur sa vie passée. Derby Dan Manning, l'ancien proxénète de Judith, apprend leur mariage et la fait chanter jusqu'à ce qu'Edwin Burke, un détective flegmatique et peu démonstratif, le fasse arrêter. Stephen découvre le passé de Judith mais lui pardonne, son amour pour elle ayant rapidement surmonté sa déception initiale.

## Fiche technique
- Réalisation : Irving Cummings
- Scénario : Douglas Z. Doty, histoire de Douglas Z. Doty et Sidney Lanfield d'après A Romance of the Underworld de Paul Armstrong
- Intertitres : Garrett Graham
- Photographie : Conrad Wells
- Montage : Frank Hull
- Producteur : William Fox
- Société de production : Fox Film Corporation
- Société de distribution : Fox Film Corporation
- Pays de production :  États-Unis
- Genre : Film dramatique[3], Film policier, Mélodrame[2]
- Durée : 68 minutes (7 bobines)
- Date de sortie : 
  - États-Unis : 11 novembre 1928

## Distribution

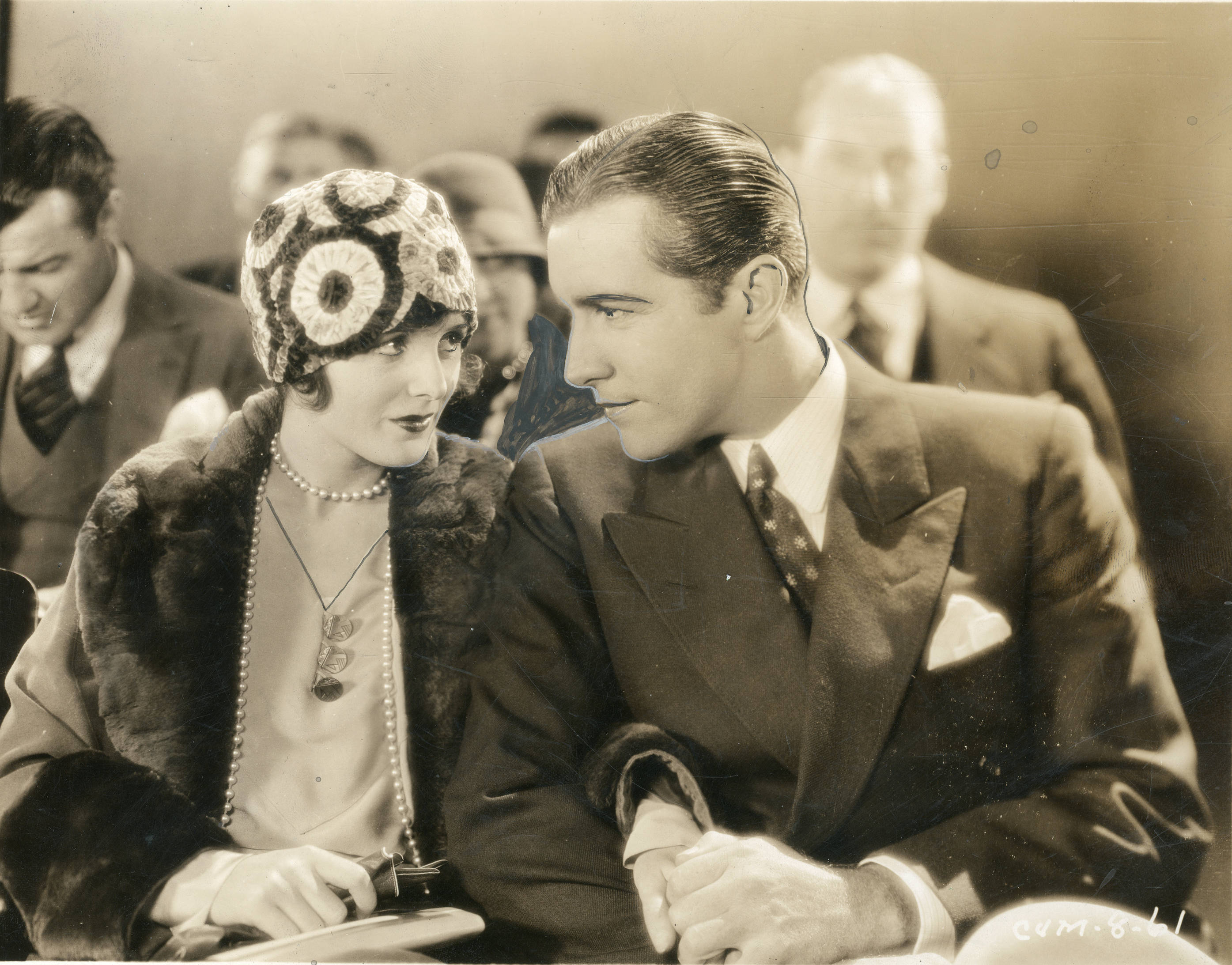
Scène du film avec Mary Astor.

- Mary Astor : Judith Andrews
- Ben Bard : Derby Dan Manning
- Robert Elliott : Edwin Burke
- John Boles : Stephen Ransome
- Oscar Apfel : Champagne Joe
- Helen Lynch : Blonodie Nell
- William H. Tooker : Asa Jenks

non crédités
- William Benge : Bartender
- Maurice Black : Maitre d'hôtel
- Sherry Hall : Pianiste
- John Kelly : laveur de vitres

## Censure
L'association Motion Picture Producers and Distributors of America, mise en place par l'industrie du cinéma en 1922, s'efforce de réguler le contenu des films par l'intermédiaire d'une liste de sujets qui devaient être évités. Alors que Mary Astor joue le rôle d'une prostituée dans Romance of the Underworld, c'était considéré comme acceptable dans la mesure où la prostitution n'était pas explicitement interdite en tant que sujet tant qu'elle n'était pas forcée (c'est-à-dire en tant que traite des femmes) et que les aspects de son activité n'étaient pas montrés à l'écran. Dans le film l'activité du personnage d'Astor est décrit de façon ambigüe en tant qu'« hostesse »".